# 瓜達盧皮托區
瓜達盧皮托區（西班牙語：Distrito de Guadalupito），是秘魯的一個區，位於該國西北部拉利伯塔德大區的比魯省，始建於1995年1月4日，面積404.72平方公里，海拔高度40米，2005年人口5,917，人口密度每平方公里15人。